# George Casey (Regisseur)
George V. Casey (* 1. März 1933 in Brawley, Kalifornien; † 3. Juni 2017 in San Diego, Kalifornien) war ein US-amerikanischer Drehbuchautor, Filmproduzent und Filmregisseur im Bereich des Dokumentar- bzw. Kurzfilms, der für vier Oscars nominiert war.

## Privat
George Casey wurde 1933 in Brawley, Kalifornien, geboren. Er studierte an der UCLA und verließ sie mit einem Master in Journalismus. Er war verheiratet und Vater von drei Kindern, darunter der ebenfalls als Regisseur tätige Sean Casey. Im Alter von 84 Jahren starb George Casey am 3. Juni 2017 in San Diego.

## Karriere
Mitte der 1960er Jahre fing Casey an, bei der Filmproduktionsgesellschaft Graphic Films zu arbeiten, die 1941 von Lester Novros gegründet wurde. Seine Karriere im Filmgeschäft begann 1974 als Regisseur für den Kurzfilm Planet Ocean. Für seine Leistungen bei seinem Regiedebüt erhielt Casey bei der Oscarverleihung 1975 eine Nominierung in der Kategorie „Bester Kurzfilm“. Im darauf folgenden Jahr veröffentlichte er den Dokumentarkurzfilm Probes in Space, der ihm bei der Oscarverleihung 1976 seine zweite Nominierung bescherte. Mit einem Budget von 380.000 US-Dollar stellte er seinen Dokumentarfilm Genesis fertig. Dieser wurde 1978 veröffentlicht, wobei er das Drehbuch verfasste und sämtliche andere Tätigkeiten selbst übernahm. Am Tag des Ausbruchs des Mount St. Helens 1980 erreichte Casey den Vulkan und konnte mit einem Budget von 100.000 US-Dollar den Dokumentarkurzfilm The Eruption of Mount St. Helens! realisieren. Für diesen Film erhielt er seine nächste Oscarnominierung bei der Oscarverleihung 1981 in der Kategorie „Bester Dokumentar-Kurzfilm“. Für seinen im Jahr 1987 veröffentlichten Film Seasons konnte er William Shatner als Off-Sprecher engagieren. Neben weiteren Dokumentarkurzfilmen über das Great Barrier Reef, Afrika bzw. die Serengeti erhielt Casey bei der Oscarverleihung 1998 seine vierte und letzte Oscarnominierung für Alaska – Die raue Eiswelt, wobei Charlton Heston als Off-Sprecher zu hören war. Sein letzter Film war der 2004 veröffentlichte Kurzfilm Natural Disasters: Forces of Nature, der sich mit dem Thema Naturgewalt beschäftigte.

## Filmografie
Produzent, wenn nicht anders angegeben

Dokumentar-Kurzfilm, wenn nicht anders angegeben
- 1974: Planet Ocean (Kurzfilm)
- 1975: Probes in Space
- 1978: Genesis (auch Regie und Autor)
- 1980: The Eruption of Mount St. Helens! (auch Regie und Autor)
- 1987: Seasons (auch Autor + Konzept)
- 1991: Ring of Fire (auch Regie)
- 1994: Afrika – Die Serengeti (auch Regie und Autor)
- 1995: Haie – Die Herrscher der Meere
- 1998: Alaska – Die raue Eiswelt (auch Regie)
- 1999: Amazing Journeys (auch Regie)
- 1999: Great Barrier Reef (auch Regie und Autor)
- 2004: Natural Disasters: Forces of Nature (auch Regie)